# タトラKT3UA
タトラKT3UAは、チェコスロバキア（現：チェコ）で製造されたタトラT3を改造する形で製造された3車体連接式の路面電車車両。ウクライナ各都市の路面電車に導入され、「コブラ」（Кобра）とも呼ばれる。
この項目では、ロシア連邦向けのKT3Rを始めとした、同様の改造によって誕生した3車体連接車についても解説する。

## 概要・運用
ウクライナ各都市の路面電車では、車両の近代化に際して新型電車の購入費用を抑えるため、既存の路面電車車両の車体改修、機器更新に加え、台車を流用し新造した車体や機器と組み合わせる機器流用車の導入が積極的に行われている。その中で、1996年に設立されたチェコの輸送用機器メーカーであるクエーサー・プラス（KVAZAR Plus s.r.o.）は、旧東側諸国へ向けて大量生産が行われたタトラT3を改造した3車体連接車・KT3UAをウクライナに向けて展開している。
改造元となるのは2両のタトラT3で、車体・車内の改修やデザインを変更した先頭部・後部の新造に加え、前方の車両は後部を、後方に繋がる車両は先頭部を切断し、連節幌の装着などの改造が行われる。この両車体の間には乗降扉付近が低床構造となっている新造中間車体が挿入され、3車体連接車が完成する。電気機器もセゲレック（Cegelec）が展開するIGBT素子を用いた電機子チョッパ制御方式のTVプログレス（TV Progress）に交換され、回生ブレーキも搭載される。これらの改造内容はウクライナ特許庁による特許を得たものであり、独立国家共同体で用いられるGOST規格に基づき部品の一部にはウクライナ製のものが使用される。
2004年から改造が始まり、最初の2両はシュコダの子会社であるパルス・ノヴァ（Pars Nova a.s.）で改造が行われたが、以降の車両はクエーサー・プラスと導入先の事業者によって実施されている。2020年現在、キーウ市電（キーウ・ライトレール）に14両（401 - 414）、クルィヴィーイ・リーフ・メトロトラムに2両が導入されている。

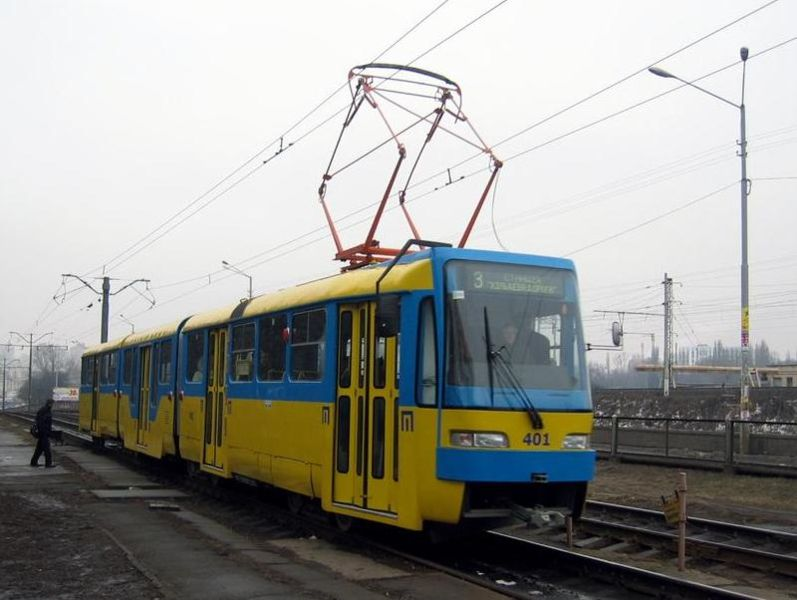
KT3UA（キーウ）
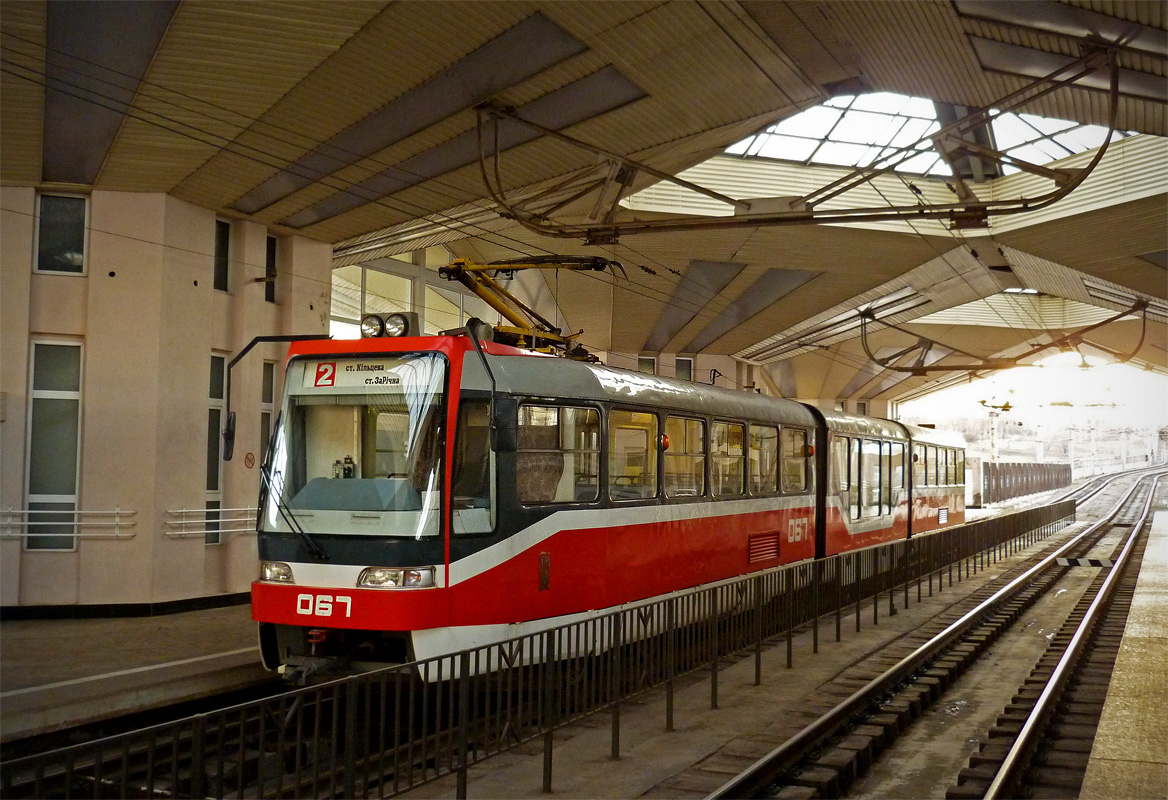
KT3UA（クルィヴィーイ・リーフ）

## 関連・発展形式

### KT3R

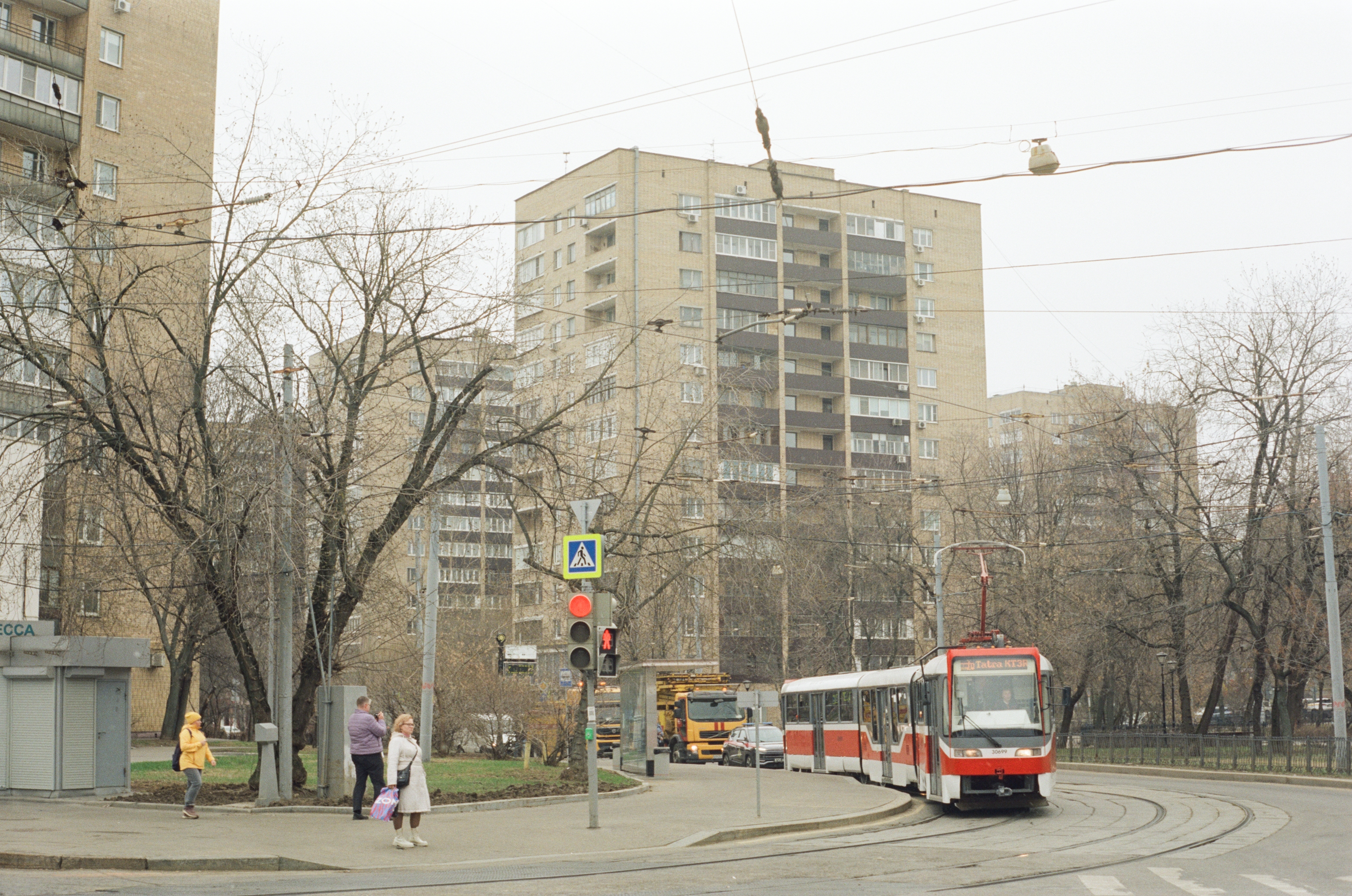
KT3R

ロシア連邦の首都・モスクワの路面電車であるモスクワ市電に導入された、KT3SUと同型の3車体連接車。新造された車体部分はクエーサー・プラスとパルス・ノヴァが手掛け、電気機器はセゲレツ製のTVプログレスが用いられ、最終組み立てはタトラT3の修繕・更新を主に手掛ける路面電車修理工場（ТРЗ）で実施された。1両のみ製造され、2007年から営業運転を開始した。新造された超低床電車の大量導入に伴い2024年現在は営業運転から撤退しているものの、保存運転が可能な状態が維持されている。

### K3R-NNP "カシュタン2"
ウクライナの首都・キーウを走るキーウ市電に導入された3車体連接車で、先に導入された部分超低床電車・カシュタン（Каштан）にちなみ「カシュタン2」（Каштан-2）と呼ばれる。中間車体に加えて前後車体の中間車体寄りの乗降扉付近も低床車体となり、全長は31 m、総定員数は「カシュタン」（148人）の2倍以上の300人となっている。車内には冷暖房が完備され、安全対策のため監視カメラも搭載されている。最終組み立てはキーウ電気輸送工場（Киевского завода электротранспорта、КЗЭТ）によって行われた。
2012年末に製造され、試運転を経て翌2013年8月から営業運転を開始し、2020年現在1両が在籍する。

### K3 KVP Od "オデッセイ・マックス"

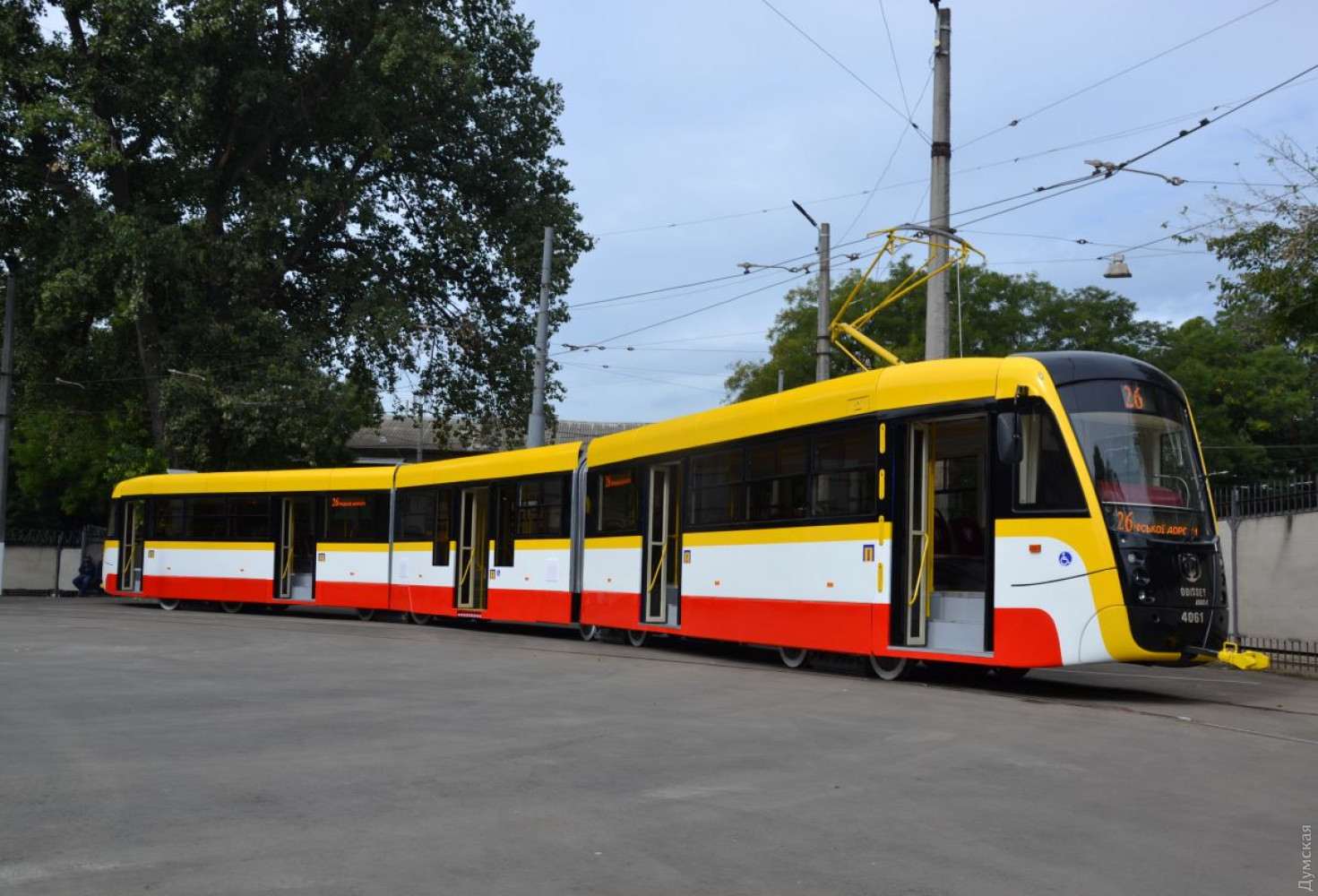
K3 KVP Od "オデッセイ・マックス"

ウクライナ・オデッサで公共交通を運営するオデッサゴルエレクトロトランス（Одессгорэлектротранс）は、2019年11月20日からオデッサ市電で3車体連接車のK3 KVP Odを営業運転に投入した。中間車体の乗降扉付近は低床構造になっており、全長31 mはK3R-NNPと並んでウクライナの路面電車車両で最長である。定員数は280人（着席62人）で、GPS機能が搭載されているためリアルタイムで車両の位置を追跡する事が出来る。前面に部分超低床電車・オデッセイ（Одиссей）で用いられた独自の流線形デザインが採用されている事から、"オデッセイ・マックス"（Одиссей-Макс）と言う愛称で呼ばれている。
車体や連接機器、乗降扉の開閉装置はクエーサー・プラスが製造を手掛け、機器もTVプログレスが用いられた一方、2両のタトラT3から供出した台車を含む最終組み立てはオデッサ市電の修理工場で行われたため、導入費用は72,6000米ドル分に抑えられている。
2020年以降増備が続いており、2022年のロシアによるウクライナ侵攻下においても4両目（4067）の製造が実施されている。

### K3R-NT

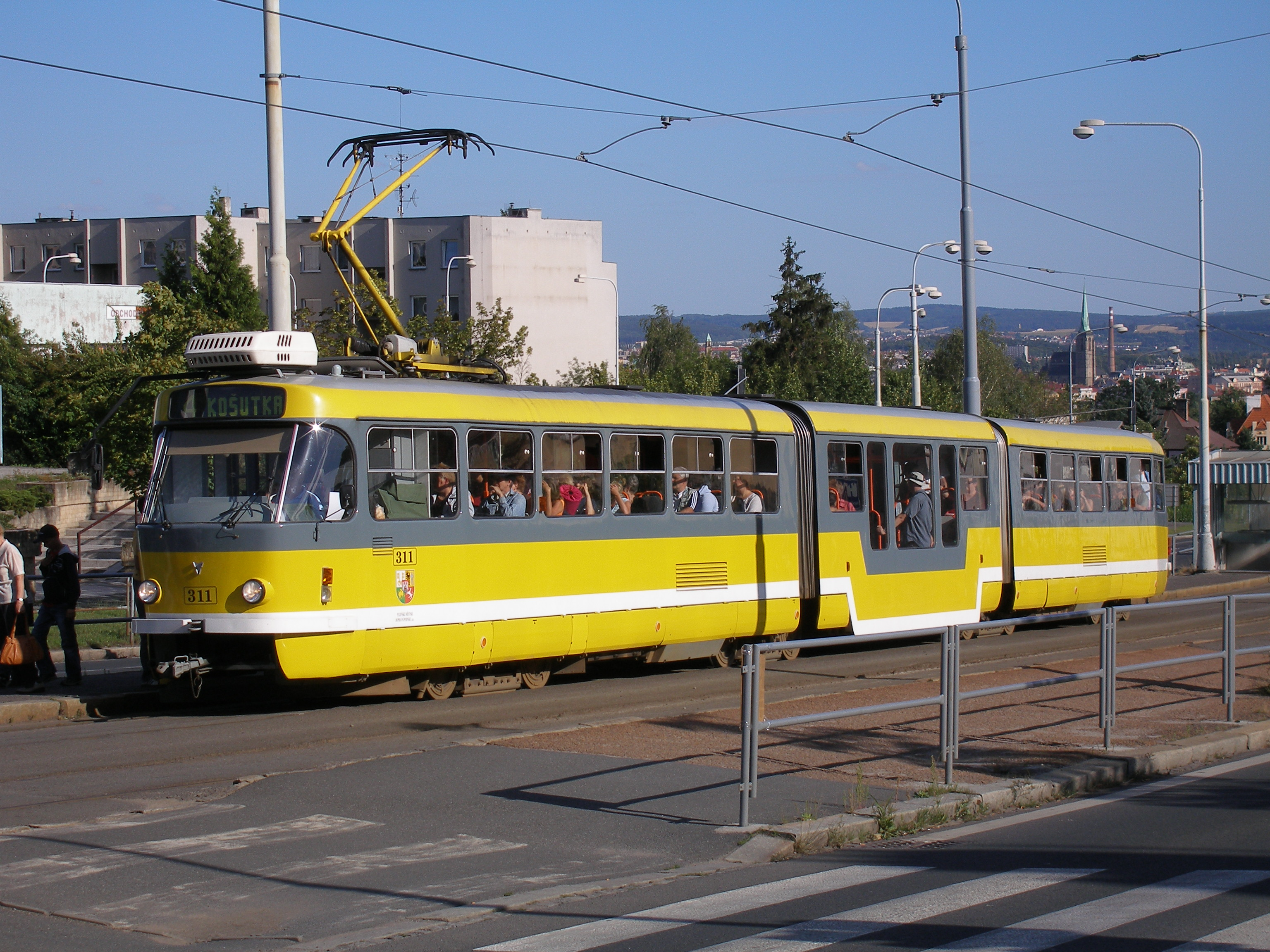
K3R-NT

チェコのプルゼニ市電向けに、パルス・ノヴァで4両が生産された3車体連接車。改造内容はKT3UAと同様だが、前面形状はタトラT3の原型が保たれており、運転台部分には空調が完備されている。